# Eerste Kamerverkiezingen 2015/Kandidatenlijst/PvdA
De kandidatenlijst voor de Eerste Kamerverkiezingen 2015 van de Partij van de Arbeid werd op een partijcongres op 18 januari 2015 door de aanwezige partijleden vastgesteld.
Zittend senator en voormalig partijvoorzitter Ruud Koole was door de kandidatencommissie op de alfabetische lijst gezet en werd door het congres niet op de lijst gezet.
De lijst werd op 30 april 2015 definitief vastgesteld door het centraal stembureau voor deze verkiezingen.
1. Marleen Barth
2. Ruud Vreeman
3. Jannette Beuving
4. Nico Schrijver
5. Jopie Nooren
6. André Postema
7. Lambert Verheijen
8. Esther-Mirjam Sent
9. Mohamed Sini
10. Janny Vlietstra
11. Wouter van Zandbrink
12. Flora Goudappel
13. Mary Fiers
14. Anne Koning
15. Pieter Tops
16. Attiya Gamri
17. Co Verdaas
18. Usman Santi
19. Jan Westhoff
20. Jaouad Khamkhami
21. Wilma Brouwer
22. Jan Schuurman Hess
23. Nicole Teeuwen
24. Saskia Noorman-den Uyl

VVD · PVV · CDA · D66 · GroenLinks · SP · PvdA · ChristenUnie · Partij voor de Dieren · 50PLUS · SGP · OSF
1946 · 1948 · 1951 · 1952 · 1955 · 1956 (I) · 1956 (II) · 1960 · 1963 · 1966 · 1969 · 1971 · 1974 · 1977 · 1980 · 1981 · 1983 · 1986 · 1987 · 1991 · 1995 · 1999 · 2003 · 2007 · 2011 · 2015 · 2019 · 2023